# Alésoir

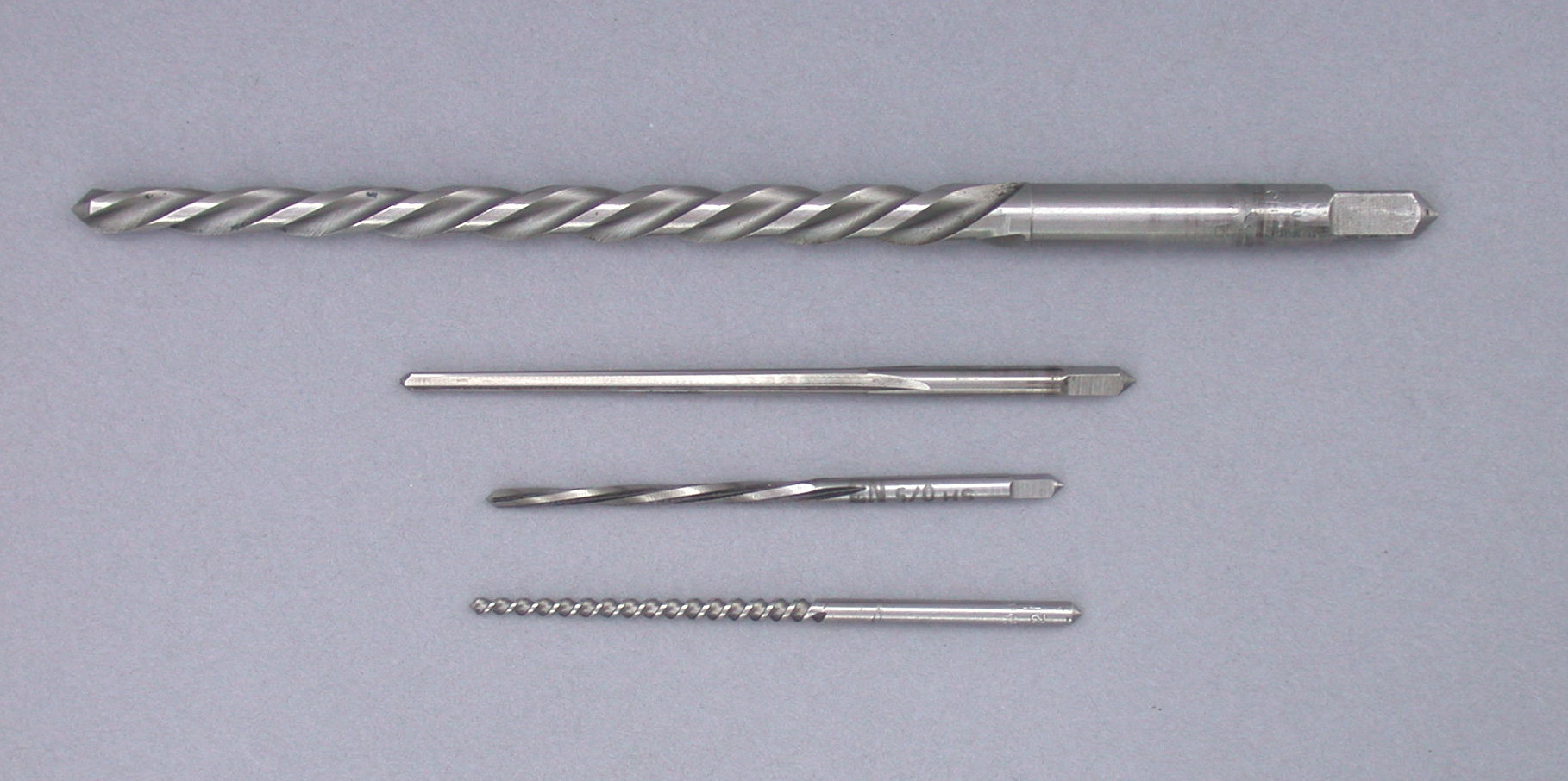
Différents types d'alésoirs.

Un alésoir est un outil de coupe semblable à un foret, permettant de calibrer avec précision un alésage, ébauché préalablement à l'aide d'un foret. Contrairement au foret qui enlève le métal à son extrémité, l'alésoir possède des lèvres longitudinales (rectilignes ou hélicoïdales) parfaitement affûtées qui enlèvent le métal en augmentant très légèrement le diamètre du trou.
L'alésoir est utilisé manuellement par l'ajusteur ou sur une aléseuse, machine-outil spécialisée pour le perçage et l'alésage.
Pour faire tourner manuellement un alésoir on utilise un tourne-à-gauche.
Un alésoir de chaudronnier est un outil permettant de réaliser des trous bien calibrés dans de la tôle fine. Il possède plusieurs lèvres et a une forme conique permettant de réaliser des diamètres variés (de 6 à 9 millimètres, par exemple).
L'horloger utilise des alésoirs manuels, qui peuvent être soit calibrés au 1/100 de millimètre près (une face de coupe), soit des équarrissoirs à 5 pans de coupe (conicité de 1 %), pour d'autres types d'ajustements.

## Alésoir à réglage manuel

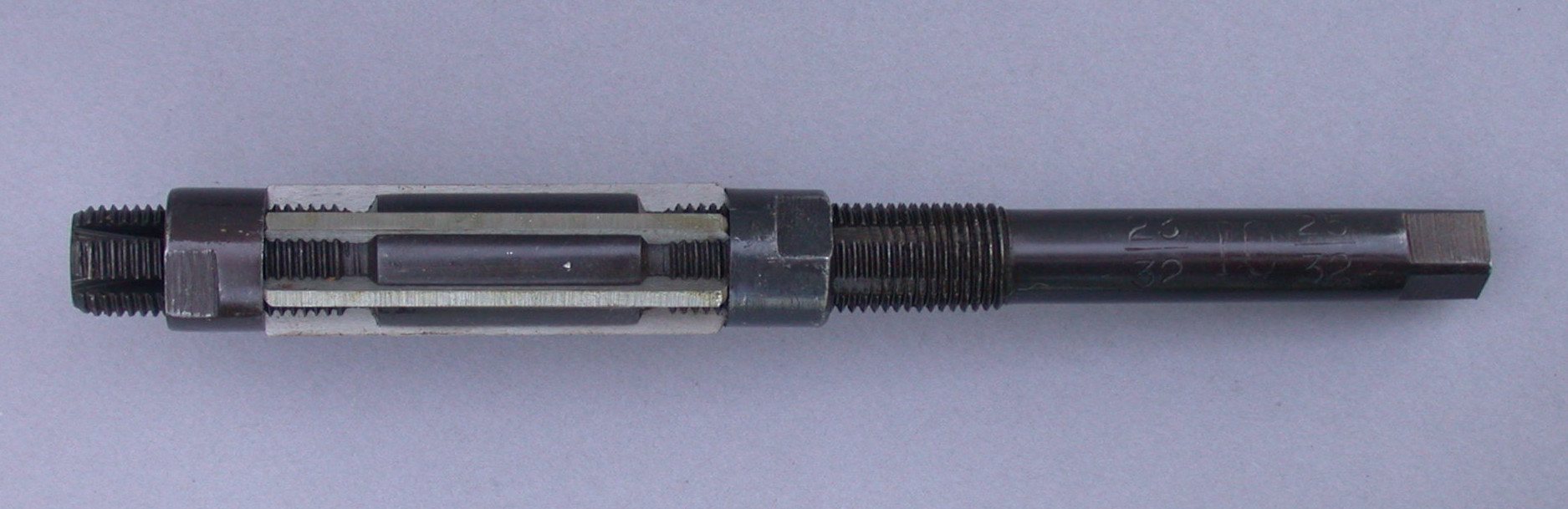
Alésoir réglable.

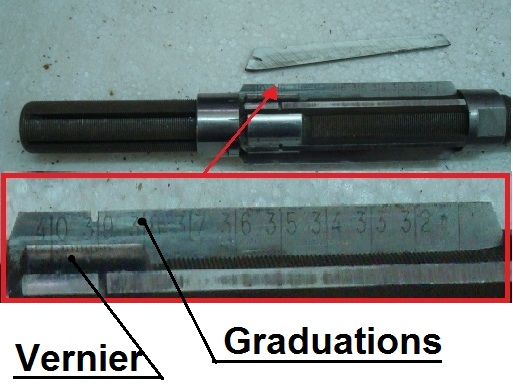
Alésoir réglable, détail des lames.

Un alésoir réglable manuellement peut couvrir une gamme de mesure d’environ 8 mm (sur la photo, lames réglable de 32 à 40 mm).
Les lames sont mobiles et coulissent dans des rainures fraisées sur l’axe. Une des lames porte les graduations et le réglage fin s’opère à l’aide d’un vernier gravé sur le porte-lames. Le réglage et le serrage sont assurés par deux écrous. 
Les lames étant linéaires et non hélicoïdales, l’usage d’un tel outil ne peut se faire que sur des matières non traitées et pour n’usiner qu’une faible épaisseur de matière dans un perçage ne représentant pas ou très peu de défauts de concentricité (vibrations possibles). L’entraînement est réalisé à l’aide d’un tourne-à-gauche.